# Hedydipna platura
Hedydipna platura é uma espécie de ave da família Nectariniidae.
Pode ser encontrada nos seguintes países: Benin, Burkina Faso, Camarões, República Centro-Africana, Chade, República Democrática do Congo, Costa do Marfim, Etiópia, Gambia, Gana, Guiné, Guiné-Bissau, Quénia, Mali, Mauritânia, Níger, Nigéria, Senegal, Serra Leoa, Sudão, Togo e Uganda.